# Gissjön (Hammerdals socken, Jämtland)
Gissjön är en sjö i Strömsunds kommun i Jämtland och ingår i Indalsälvens huvudavrinningsområde. Sjön har en area på 0,304 kvadratkilometer och ligger 325,9 meter över havet.

## Delavrinningsområde
Gissjön ingår i det delavrinningsområde (705350-149297) som SMHI kallar för Inloppet i Nördåsvattnet. Medelhöjden är 336 meter över havet och ytan är 13,14 kvadratkilometer. Det finns inga avrinningsområden uppströms utan avrinningsområdet är högsta punkten. Vattendraget som avvattnar avrinningsområdet har biflödesordning 5, vilket innebär att vattnet flödar genom totalt 5 vattendrag innan det når havet efter 221 kilometer. Avrinningsområdet består mestadels av skog (71 procent) och sankmarker (16 procent). Avrinningsområdet har 1,03 kvadratkilometer vattenytor vilket ger det en sjöprocent på 7,8 procent.